# María José Pizarro
María José Pizarro Rodríguez (Bogotá, 30 de marzo de 1978)es una artista, activista y política colombiana. 
Desde el 20 de julio de 2022 ejerce el cargo de Senadora de la República, en representación del Pacto Histórico. Entre 2018 y 2022 fue miembro de la Cámara de Representantes.
Ha sido catalogada como una de las 100 mujeres más poderosas de Colombia por la Revista Forbes.

## Biografía

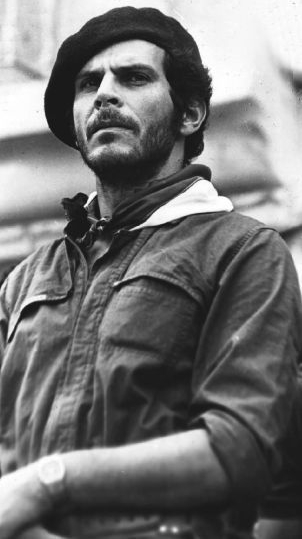
Carlos Pizarro

Nació el 30 de marzo de 1978 en Bogotá. Hija de Myriam Rodríguez, exmilitante del Movimiento 19 de abril (M-19) y del máximo líder del M-19 Carlos Pizarro Leongómez, quien fue asesinado en 1990, 48 días después de firmar el acuerdo de paz, y era candidato presidencialpor la Alianza Democrática M-19. 
Durante su infancia y juventud tuvo que vivir en el exilio entre Colombia, Ecuador, Nicaragua, Cuba, España y Francia. Regresó a Colombia cuando avanzaban las conversaciones de paz entre el M-19 y el gobierno de Virgilio Barco. 
Volvió al exilio 12 años después del asesinato de su padre y se estableció en España para volver definitivamente al país en 2010. Culminó en noviembre de 2007 sus estudios en Joyería Artística en la Escuela de Arte y Diseño de Barcelona, Escuela Massana. 
Realizó una exposición en la Casa América Cataluña en Barcelona llamada: “Ya Vuelvo” Carlos Pizarro, una vida por la paz, la cual itineró entre los años 2010 y 2011 en el Museo Nacional de Colombia en Bogotá, en el Centro de Formación de la Cooperación Española (CFCE) de Cartagena; y en el Estadio Olímpico Pascual Guerrero de Cali con el nombre: “Ya Vuelvo” Carlos Pizarro, Memoria para La Paz.
El 24 de abril de 2015 lanzó en el Centro Nacional de Memoria el documental Pizarro, dirigido por el cineasta colombiano Simón Hernández y coproducido por Señal Colombia. Logró varios reconocimiento, entre ellos, la Mención de Honor en el Festival de Cine Colombiano de New York (2017), el Colón de Oro del Festival de Cine de Huelva, España (2017), Premio India Catalina a Mejor Documental (2016), el Premios TAL a Mejor Documental Unitario (2016) y Mejor Documental Nacional, en el Festival de Cine por los Derechos Humanos de Bogotá (2017).
Trabajó con la Secretaría de Cultura, Recreación y Deporte de Bogotá (2011-2012), en el Centro Nacional de Memoria Histórica (2013-2017) y como activista a favor de la paz, la memoria histórica y en homenaje a las víctimas del conflicto armado interno de Colombia. Ha dedicado gran parte de su vida a recuperar, tejer y defender la paz y la memoria viva del país,lo que la ha llevado a ganar varios reconocimientos. En 2022, la Universidad del Magdalena le otorgó el título honoris causa de historiadora y gestora patrimonial por su contribución en la recuperación y construcción de la memoria histórica del país.
Sus estudios de artes plásticas la han impulsado a investigar y estudiar la historia reciente de Colombia y la de su padre, Carlos Pizarro Leongómez y su ideario político, que ha traducido a diferentes fuentes como documentales, exposiciones, libros, publicaciones, conmemoraciones y actos colectivos de memoria que cuentan con reconocimiento nacional e internacional. 

“Para que las guerras que hemos vivido no se vuelvan a repetir, hay que tenerlas siempre presentes. Yo aprendí la importancia de la memoria cuando empecé a rescatar la historia de mi padre.”
María José Pizarro

### Congresista

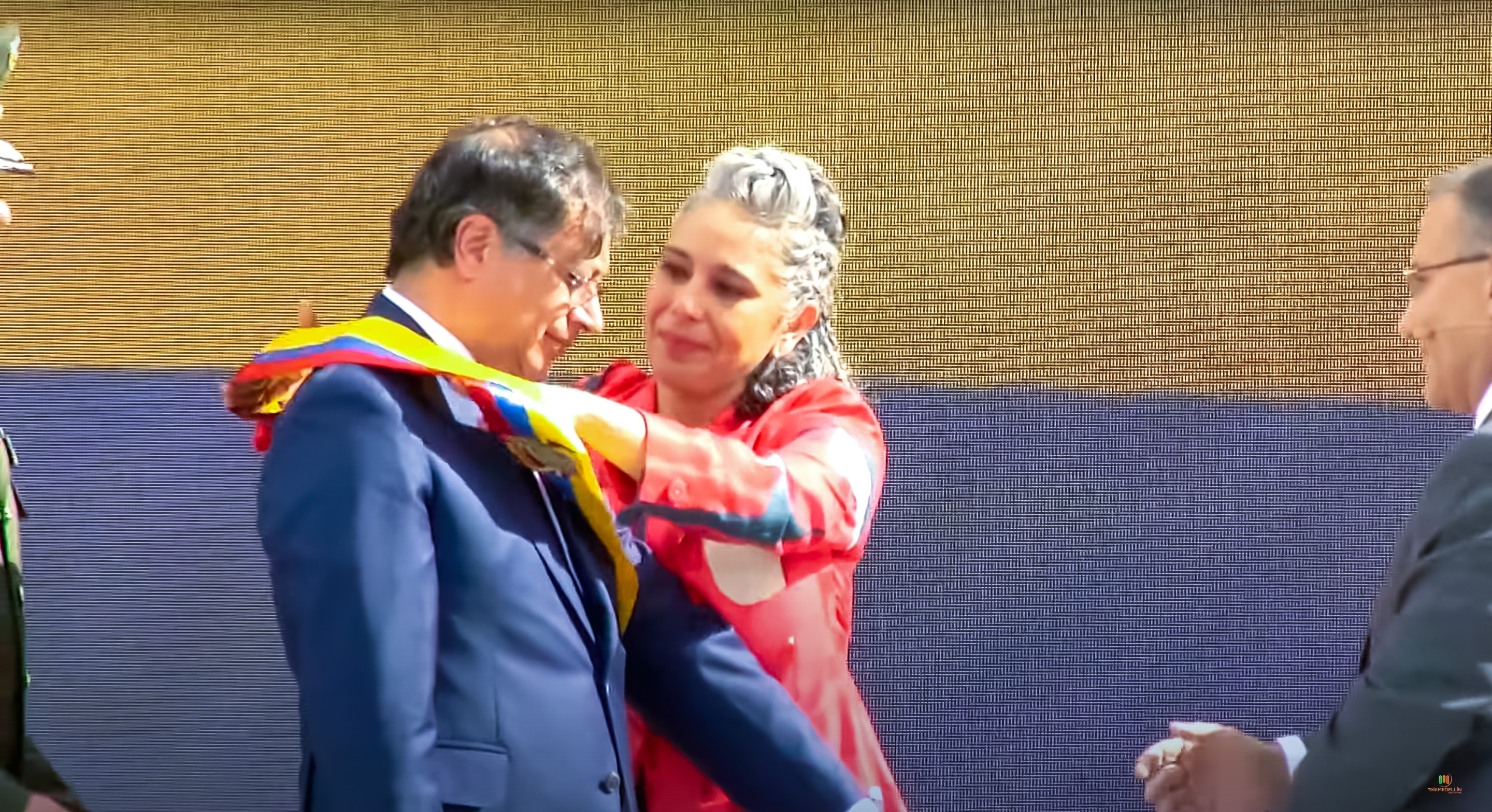
María José Pizarro le pone la banda presidencial al presidente de Colombia Gustavo Petro en el acto de transmisión de mando presidencial.

Pizarro se postuló en las elecciones legislativas de Colombia de 2018 para ser miembro de la Cámara de Representantes, encabezando la Lista de la Decencia en Bogotá, obteniendo la cuarta mayor votación con 78 mil votos. Fue posesionada el 20 de julio del mismo año. En 2019 se convirtió en la primera mujer en ocupar el cargo de Segunda Vicepresidenta de la Cámara de Representantes en el marco del Estatuto de la Oposición; también ocupó el cargo de copresidenta de la Comisión de Paz. Durante este periodo, fue autora entre otras, de las leyes de prórroga por 10 años de la Ley de Víctimas (Ley 1448 de 2011); la Ley de Honores a las Víctimas de Bojayá (Chocó) y la Ley Aluna, que le permite a los padres elegir a voluntad el orden de los apellidos que llevarán sus hijos.
Se postuló a las elecciones legislativas de Colombia de 2022 por el Pacto Histórico, siendo la primera mujer de la lista paritaria, cerrada y cremallera de la coalición de izquierda que obtuvo la votación nacional más alta en esa elección. Se posesionó el 20 de julio del mismo año. Hace parte de la Comisión de Paz y de la Comisión Primera del Senado.

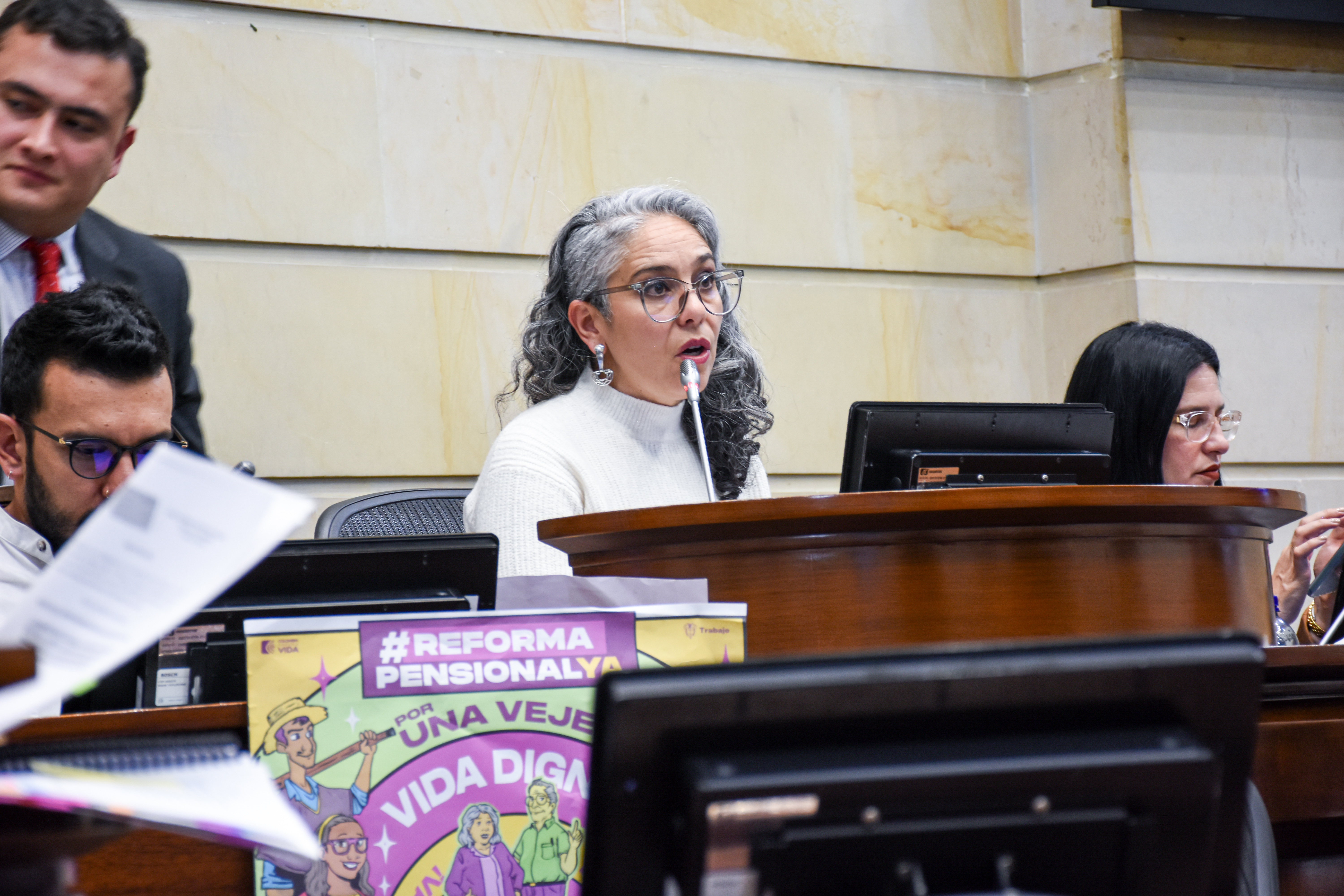
María José Pizarro preside el debate de la reforma pensional en la Plenaria del Senado de la República.

El 7 de agosto de 2022, en su calidad de Senadora, le impuso la banda presidencial al presidente Gustavo Petro durante la ceremonia de investidura presidencial. Fue presidenta de la Comisión Legal para la Equidad de la Mujer (2022-2023). 
El 7 de agosto de 2022, en su calidad de senadora, le impuso la banda presidencial al presidente Gustavo Petro durante la ceremonia de investidura presidencial.

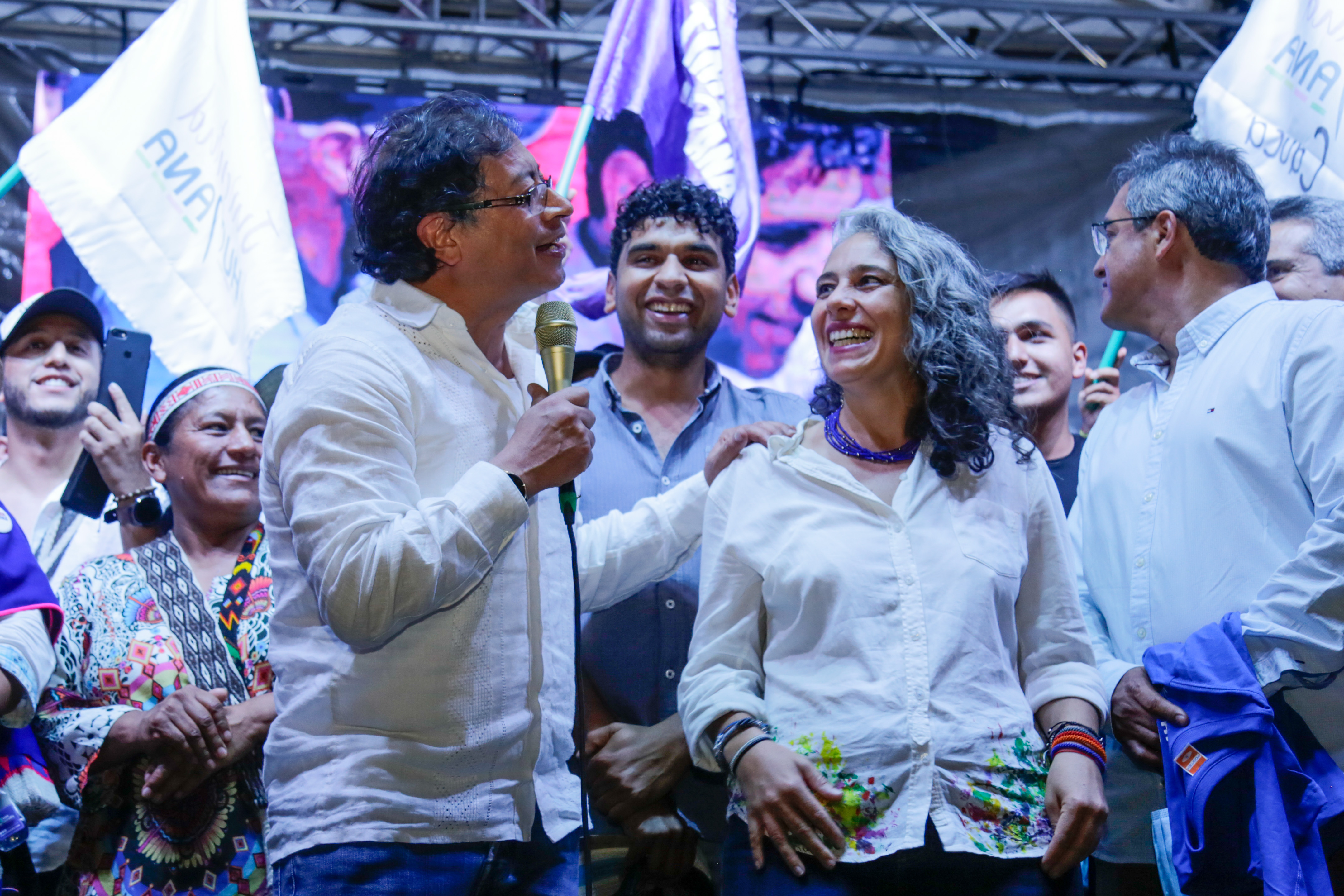
Evento con las juventudes del Pacto Histórico en Popayán, Cauca (septiembre 2021)

En 2022, fue elegida por Gustavo Petro miembro del equipo negociador con el Ejército de Liberación Nacional (ELN).
En el 2023, fue elegida como Vicepresidenta del Senado para el periodo legislativo 2023-2024, convirtiéndose en la primera mujer de izquierda en llegar a esta dignidad. Durante este periodo presidió 41 plenarias, entre ellas, la aprobación de la Reforma Pensional, el Presupuesto General de la Nación y la conciliación del Plan Nacional de Desarrollo, todas iniciativas del gobierno de Gustavo Petro.
Su rol en la mesa directiva fue clave para impulsar la aprobación de proyectos como la prohibición de las corridas de toros, la Reforma Agraria, el Cupo de Endeudamiento; la ley que democratiza el ingreso, permanencia y ascenso a la carrera de oficial en la Policía Nacional, la ley que reconoce la labor de mujeres buscadoras, la Mesada 14 para integrantes de la Fuerza Pública, entre otros. 
Ha sido elegida, por cuatro años consecutivos, como una de las mejores congresistas del país, según lo reporta el Panel de Opinión de Cifras y Conceptos y una de las 100 mujeres más poderosas de Colombia por la Revista Forbes.

## Obras
- Pizarro Rodríguez, María José. El camino hacia mi nombre. Editorial Planeta, (2023)
- Pizarro Rodríguez, María José. De su puño y letra. Penguin Random House Grupo Editorial Colombia, (2015).ISBN 9789588806884
- Con Simón Hernández (2015). Pizarro documental, realizado por La Popular y Señal Colombia.[15]
- Con María Victoria Guinand (2014). Carlos Pizarro: Un guerrero de paz, realizado por Idea Productora.

## Familia
Su familia era de una tradición militar y aristocrática, su abuelo era Juan Antonio Pizarro García, militar colombiano de la Armada de la República de Colombia que llegó a ser almirante y Comandante de las Fuerzas Militares. Su padre fue Carlos Pizarro quien se haría conocer como máximo comandante del M-19 y militante de las FARC EP, luego candidato presidencial. Su otro tío era Hernando Pizarro Leongómez, conocido por perpetrar la masacre de Tacueyó.y otro de sus tíos es Eduardo Pizarro Leongómez, sociólogo, catedrático, periodista, escritor y estudioso del conflicto armado interno en Colombia. Su medio hermana es María del Mar Pizarro.